# Громо
Гро̀мо (на италиански: Gromo; на ломбардски: Grom, Гром) е село и община в Северна Италия, провинция Бергамо, регион Ломбардия. Разположено е на 676 m надморска височина. Населението на общината е 1204 души (към 2017 г.).